# N-Methylformamid
N-Methylformamid ist eine chemische Verbindung aus der Gruppe der Carbonsäureamide.

## Eigenschaften
N-Methylformamid ist eine farblose giftige Flüssigkeit. Es ist ein Amid der Ameisensäure und hat ähnliche Eigenschaften wie Formamid, beide Stoffe sind fruchtschädigend.

## Verwendung
N-Methylformamid wird als polares Lösungsmittel (zum Beispiel auch im Karl-Fischer-Verfahren zur Wasserbestimmung) verwendet. Weiterhin dient sie als Zwischenprodukt bei der Herstellung von Insektiziden. N-Methylformamid zeigt gewisse Antitumor-Wirkungen und ist deshalb Gegenstand der aktuellen medizinischen Forschung.